# Глечик (фільм)
«Глечик» (груз. «ქვევრი») — короткометражна радянська кінокомедія режисера Іраклія Квірікідзе, знята за сценарієм Резо Габріадзе на кіностудії «Грузія-фільм» в 1970 році. Вільна екранізація новели «Джара» італійського письменника Луїджі Піранделло.

## Сюжет
Рідкісною удачею стала для Гогії купівля великого глечика під вино нового врожаю. Його дочка намагалася одна зняти глечик з багажника машини і, не втримавши, вдарила об землю. Відколовся пристойний шматок. Довелося звернутися за допомогою до Абесалома — майстра на всі руки. Запрошений умілець заліз всередину глечика і заклав спеціальним розчином скол і тріщини. Зібрався вилазити, як зазвичай, через шийку — але глечик був з Мегрелії, з незвичним для цих місць вузьким отвором. Як не старався бідолаха, але вийти з пастки не вдавалося ніяк. Гогія по-всякому переконував невдалого майстра покинути глечик, але всі спроби не давали бажаного результату. Приїхав дільничний міліціонер, але і він не міг запропонувати вихід. Вирішили чекати до понеділка і задіяти в такому складному випадку кого-небудь біль розумного. Друзі принесли бідоласі вечерю і випивши трохи вина, стали співати, щоб скоротати час. Це дуже не подобалося господареві будинку, але він стримував емоції, що накопичилися за довгий день, до того моменту, поки мимовільному бранця не приспічило справити малу нужду.

## У ролях
- Бухуті Закаріадзе — Гогія (дублював Яків Бєлєнький)
- Генрієта Лежава — Маро
- Вахтанг Сулаквелідзе — Абесалом
- Отар Зауташвілі — дільничний
- Ерос Манджгаладзе — епізод
- Гіві Берікашвілі — епізод
- Ілля Бакакурі — епізод
- Ліана Гудадзе — Нона Ісакадзе

## Знімальна група
- Автор сценарію: Резо Габріадзе
- Режисер: Іраклій Квірікідзе
- Оператор: Ломер Ахвеледіані
- Художник: Хрістесі Лебанідзе
- Композитор: Гія Канчелі